# Joanna Masłowska

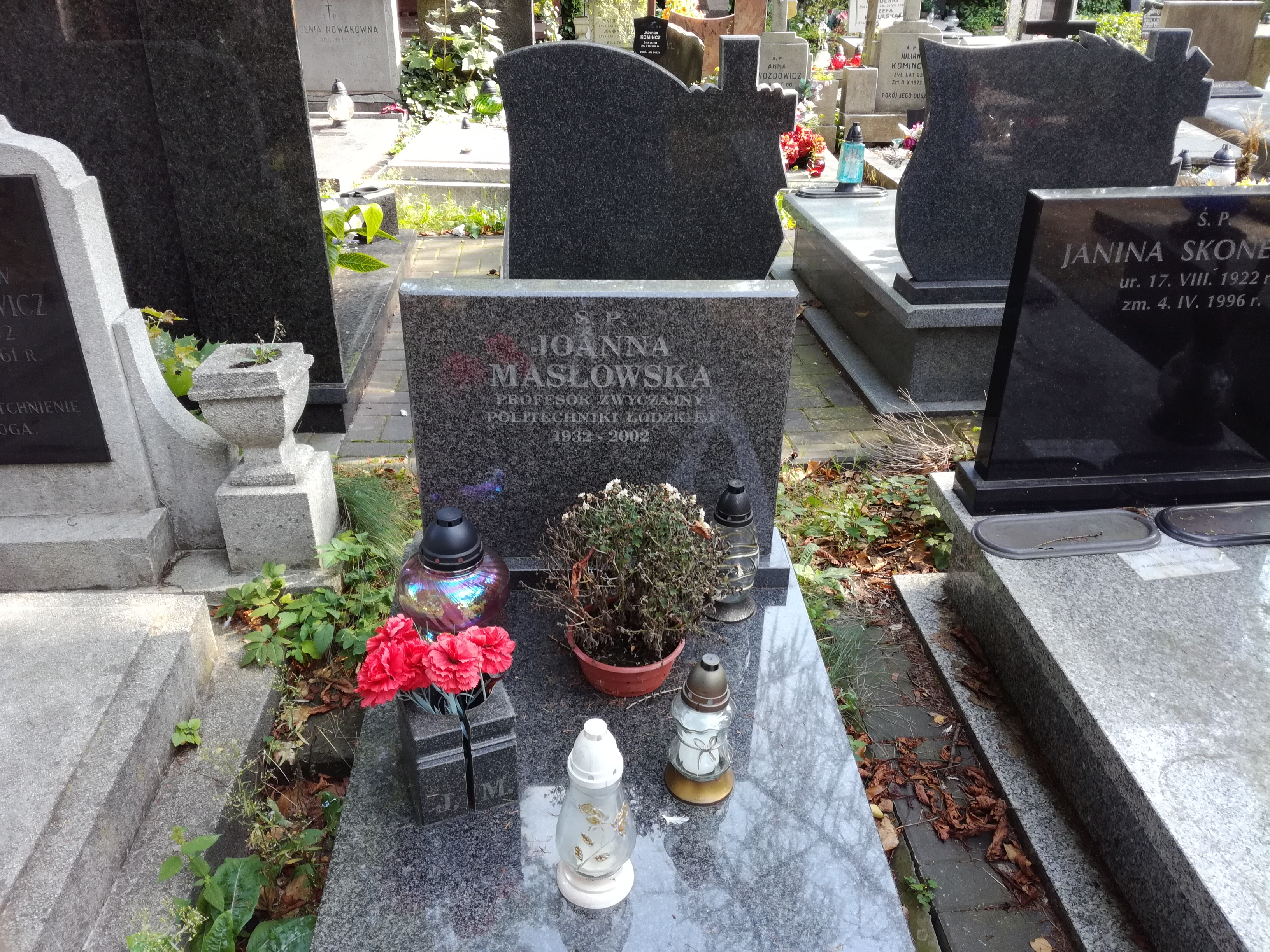
Grób Joanny Masłowskiej na Starym Cmentarzu w Łodzi

Joanna Masłowska (ur. 18 maja 1932 w Młodzawach (część Skarżyska-Kamiennej), zm. 16 października 2002 w Łodzi) – polska chemiczka, profesor Politechniki Łódzkiej.
W 1949 roku ukończyła Liceum Pedagogiczne w Kwidzynie. W 1955 roku uzyskała dyplom magistra chemii po odbyciu studiów na kierunku chemicznym Wydziału Matematyki, Fizyki i Chemii Uniwersytetu Łódzkiego. Pracę naukową rozpoczęła w 1953 roku pod kierunkiem prof. Edwarda Józefowicza w Zakładzie Chemii Nieorganicznej na Wydziale Chemicznym Politechniki Łódzkiej. Stopień naukowy doktora nauk technicznych uzyskała w 1963 roku, a stopień doktora habilitowanego w 1969 roku, tytuł profesora nadzwyczajnego w 1983 roku, tytuł profesora zwyczajnego w 1991 r. W 1971 r, odbyła staż naukowy w Instytucie Fizykochemii Związków Kompleksowych Akademii Nauk Ukrainy w Kijowie pod kierunkiem prof. Konstantego Borysowicza Jacymirskiego dr h.c. UWr (1972) oraz w 1978 r. na The Strathclyde University w Glasgow.
W 1975 roku przeszła do Instytutu Podstaw Chemii Żywności na Wydziale Chemii Spożywczej Politechniki Łódzkiej, gdzie była zastępcą dyrektora ds. dydaktycznych w latach 1975–84 oraz pełniła aż do śmierci funkcję kierownika w utworzonym przez siebie Zespole Chemii Bionieorganicznej i Analitycznej. Na tym samym wydziale była prodziekanem ds. studenckich w latach 1985–88 oraz zorganizowała pierwsze w Polsce Studium Podyplomowe Instrumentalnych Metod Analizy Żywności.
Opublikowała łącznie 380 oryginalnych prac naukowych, 6 skryptów, podręcznik oraz dwa rozdziały międzynarodowej monografii na temat analizy żywności pt. „Handbook of Food Analysis” (Leo M.L. Nollet (red.), Marcel Dekker, New York 1996). W latach 1984–1997 była redaktorem naczelnym Zeszytów Naukowych Politechniki Łódzkiej, seria „Technologia i Chemia Spożywcza”. W swoim dorobku posiadała szereg patentów oraz liczne opracowania dla przemysłu, m.in. opracowała oryginalne metody oznaczania makro- i mikroelementów w surowcach i produktach spożywczych oraz zanieczyszczeń w kosmetykach. Wypromowała 20 doktorów, m.in. późniejszych profesorów Grzegorza Bazylaka i Joannę Leszczyńską.
W latach 1976–1983 pełniła funkcję przewodniczącej Oddziału Łódzkiego Polskiego Towarzystwa Chemicznego.
Za swoją działalność została odznaczona Krzyżem Kawalerskim Orderu Odrodzenia Polski, Złotym Krzyżem Zasługi, Medalem Komisji Edukacji Narodowej, Honorową Odznaką Miasta Łodzi, Honorową Odznaką Polskiego Towarzystwa Chemicznego, Odznaką Zasłużony dla Przemysłu Spożywczego, Odznaką NOT oraz Medalem 50-lecia Politechniki Łódzkiej. Pochowana na Cmentarzu Rzymsko-Katolickim św. Józefa przy ul. Ogrodowej w Łodzi (kw. 40C, rząd 3, grób 22).
Jej mężem był dr Edward Masłowski, adiunkt w Politechnice Łódzkiej (do 1973 r.) oraz docent w Instytucie Włókien Chemicznych w Łodzi (do 2001 r.).